# Бринкум
Бринкум (њем. Brinkum) општина је у њемачкој савезној држави Доња Саксонија. Једно је од 19 општинских средишта округа Лер. Према процјени из 2010. у општини је живјело 638 становника. Посједује регионалну шифру (AGS) 3457003.

## Географски и демографски подаци
Бринкум се налази у савезној држави Доња Саксонија у округу Лер. Општина се налази на надморској висини од 8 метара. Површина општине износи 5,5 km². У самом мјесту је, према процјени из 2010. године, живјело 638 становника. Просјечна густина становништва износи 116 становника/km².

## Међународна сарадња
| Мјесто  | Држава    | Врста сарадње | Од    |
| ------- | --------- | ------------- | ----- |
| Тен Бор | Холандија | пријатељство  | 1994. |
| Извор   |           |               |       |